# バレーボールオーストラリア男子代表
バレーボールオーストラリア男子代表（バレーボールオーストラリア だんしだいひょう）は、バレーボールの国際大会で編成されるオーストラリアの男子バレーボールナショナルチームである。公式の愛称は「バレールーズ」で、バレーとカンガルーを合わせた造語から。

## 歴史
1968年、国際バレーボール連盟へ加盟。第1回大会の1975年アジア選手権の開催国となったオーストラリアは、これまで大陸選手権全出場を果たしているオセアニアを代表するチームである。2000年シドニーオリンピックに開催国枠で出場するため強化が図られたのを機に、恵まれた体格の大型選手を軸としたアジアのナショナルチームにはない高さを誇る有力チームへと成長。2007年アジア選手権で初優勝を飾った。
三大大会においては世界のレベルに対抗できずにいるものの、2大会連続となる2004年アテネオリンピック出場を果たしたほか、世界選手権には4大会連続出場が決定した。ロンドン五輪予選を勝ち抜き2大会ぶりの五輪出場を決めた。五輪では1次リーグ敗退に終わったが、強豪のイタリアにフルセットの勝負に持ち込み(2-3で敗戦。)、最終戦では強豪ポーランドに3-1で快勝するなど健闘した。

## 過去の成績

### オリンピックの成績
1964年から1996年まで出場なし
- 2000年 - 8位
- 2004年 - 11位
- 2008年 - 最終予選敗退
- 2012年 - 9位
- 2016年 - 最終予選敗退

### 世界選手権の成績
1949年から1978年まで出場なし
| - 1982年 - 22位 - 1986年 - 不出場 - 1990年 - 不出場 - 1994年 - 不出場 - 1998年 - 17位 - 2002年 - 19位 | - 2006年 - 21位 - 2010年 - 19位 - 2014年 - 15位 |  |

### ワールドカップの成績
- 2007年 - 8位
- 2015年 - 9位
- 2019年 - 11位

### アジア選手権の成績
| - 1975年 - 4位 - 1979年 - 4位 - 1983年 - 6位 - 1987年 - 11位 - 1989年 - 10位 - 1991年 - 4位 | - 1993年 - 6位 - 1995年 - 5位 - 1997年 - 3位 - 1999年 - 準優勝 - 2001年 - 準優勝 - 2003年 - 4位 | - 2005年 - 8位 - 2007年 - 優勝 - 2009年 - 7位 - 2011年 - 4位 - 2013年 - 5位 - 2015年 - 5位 |  |

## 現在の代表
2016年リオデジャネイロオリンピックのバレーボール競技・男子世界最終予選兼アジア予選に登録された20名。
| 監督 | ロベルト・サンティーリ       | ロベルト・サンティーリ | ロベルト・サンティーリ | ロベルト・サンティーリ        | ロベルト・サンティーリ | ロベルト・サンティーリ |
| No.  | 選手名                       | シャツネーム           | 身長                   | 所属                          | P                      | 備考                   |
| 1    | エイダン・ジンジェル         | Zingel                 | 207                    | Bluvolley Verona SRL SSD      | MB                     |                        |
| 2    | ジェイコブ・ガイマー         | Guymer                 | 203                    | Abiant Lycurgus Volley        | MB                     |                        |
| 3    | ネイサン・ロバーツ           | Roberts                | 199                    | BAM Mondovi'                  | WS                     |                        |
| 4    | ポール・サンダーソン         | Sanderson              | 195                    | Knack Rooselare               |                        |                        |
| 5    | トラビス・パシエ             | Passier                | 206                    | Australian Institute of Sport | MB                     |                        |
| 6    | トーマス・エドガー           | Edgar                  | 212                    | Beijing BAIC Motors           | OP                     |                        |
| 7    | ハリソン・ピーコック         | Peacock                | 192                    | MKS Bedzin                    | S                      |                        |
| 8    | ジャック・ボージョー         | Borgeaud               | 178                    | University of Regina          | L                      |                        |
| 9    | マックス・ステープルズ       | Staples                | 194                    | Noliko Maaseik                | WS                     |                        |
| 10   | ベンジャミン・ベル           | Bell                   | 200                    | Boldklubben Marienlyst        | S                      |                        |
| 11   | ルーク・ペリー               | Perry                  | 180                    | VFB Friedrichshafen           | L                      |                        |
| 12   | ニーアマイア・モート         | Mote                   | 204                    | TV Buhl                       | MB                     |                        |
| 13   | サミュエル・ウォーカー       | Walker                 | 208                    | ACH Ljubljana                 | WS                     |                        |
| 14   | グリゴリー・スコチェフ       | Sukochev               | 196                    | CSM Bucarest                  | S                      |                        |
| 15   | トーマス・ダグラス＝パウエル | Tom D-P                | 194                    | Conan Reggio Emilia           | WS                     |                        |
| 16   | ジョーダン・リチャーズ       | Richards               | 193                    | TV Schonenwerd                | WS                     |                        |
| 17   | ポール・キャロル             | Carroll                | 207                    | SCC Berlin                    | OP                     |                        |
| 18   | リンカーン・ウィリアムズ     | Williams               | 200                    | Selver Tallinn VC             | OP                     |                        |
| 19   | ボー・グレアム               | Graham                 | 202                    | Habo Volleyball               | OP                     |                        |
| 20   | ウイリアム・マーサー         | Mercer                 | 199                    | Linkoping Volleyball Club     | U                      |                        |

## 歴代代表選手
- デビット・ベアード
- ベンジャミン・ハーディ
- ダニエル・ハワード
- マシュー・ヤング
- ポール・キャロル
- イゴール・ユーディン
- ネイサン・ロバーツ
- アンドリュー・グラント
- ルーク・キャンベル
- トーマス・エドガー